# 진 (위진)
진(晉, 265년 ~ 420년)은 위진남북조시대 동안 중국에 존재했던 왕조로, 시기에 따라 통일 왕조인 서진(西晉, 265년 ~ 317년)과 그 후신인 동진(東晉, 317년 ~ 420년)으로 나뉜다. 건국 초기 무제 사마염은 안정적인 정치로 새로운 나라의 기반을 다져나갔으나, 말년에 사치에 빠져 온 나라가 향락의 도가니에 빠지고 말았다. 국정의 문란이 더해가던 혜제 때에 이르러 군사력을 장악하고 있던 왕들이 팔왕의 난을 일으켜 국운이 기우고 만다. 무려 16년 동안 팔왕의 난이 중국을 휩쓸고 있던 와중에, 이민족 용병으로 고용되어 중국 내륙에 이미 정착해 있던 많은 유목민족들이 자립하며 중국을 침략하기 시작하였다. 이것이 영가의 난을 초래하게 되었고, 서진은 흉노의 유연이 세운 한나라에 건국 52년 만에 멸망했다. 영가의 난에서 대다수의 사마씨들이 죽임을 당했고, 거기서 살아남은 사마씨 일족들 가운데 한 사람으로, 당시 건업에 있던 낭야왕 사마예는 중원의 호족들과 강남의 토착 호족들의 추대에 힘입어 317년 동진을 세우며 진나라의 명맥을 유지해 나갔다.
동진은 화북으로부터 피해 온 북쪽 세력과 강남 토착의 호족 세력 간의 협력으로 운영되었다. 현대와는 달리, 당시의 화남지방은 중국 대륙 안에서는 인구가 희박하고 낙후된 지역이었으나 화북지방으로부터 온 피난민은 초기에 세금을 감면하는 등 세제상 혜택을 주어 적극적으로 유랑민을 받아들이고 미개지 개간을 장려하였다. 그 결과로, 원래 습기가 많아 수자원이 풍부한 지역이기도 하여, 경제적으로 당시의 화북지방과 겨룰 정도로 번영하였다. 제9대 효무제 때 전진의 남정(南征)에 의해 위기를 맞게 되었다. 383년 비수대전에서 승리하여 위기를 넘기지만 이때부터 반란이 잦아지자, 대장 환현이 반란을 탄압한다는 명분 하에 거병하여 집권하게 되었다. 유유가 이를 진압하고 이에 대한 명분과 북벌 성공으로 새로이 집권에 성공한 뒤 아예 새로운 왕조인 유송을 세워 제위에 오르면서 동진은 멸망하게 되었다.

## 같이 보기
- 서진
- 동진
- 위진 남북조 시대
- 서진, 동진(西/東晉)의 황제계보